# Amitai Etzioni
Amitai Etzioni, właśc. Werner Falk (ur. 4 stycznia 1929 w Kolonii, zm. 31 maja 2023 w Waszyngtonie) – amerykański socjolog pochodzenia żydowskiego, zajmujący się socjoekonomią, ceniony za pracę z dziedziny socjologii organizacji. Lider i patron intelektualny amerykańskiego komunitaryzmu.

## Życiorys
Jego rodzina uciekła z nazistowskich Niemiec do Palestyny. Wychował się w Moszawie, działał w ruchu socjaldemokratycznym, walczył o niepodległość Izraela.
W 1990 roku założył Communitarian Network, grupę propagującą komunitaryzm i uważany jest za przywódcę tego ruchu. Dyrektor Institute for Communitarian Policy Studies przy George Washington University w Waszyngtonie. Przez dwadzieścia lat był profesorem na Columbia University. Doradca w sprawach krajowych w Białym Domu w latach 1979–1980, przewodniczący American Sociological Association w latach 1994–1995.
Zdaniem Etzioniego państwo powinno bezpośrednio służyć społeczeństwu. Autor teorii sterowania w „społeczeństwie aktywnym” – zwolennik silnej władzy centralnej, będącej pod kontrolą społeczeństwa, a nie jednostek. Ład i porządek społeczny powinien się opierać na równowadze między podporządkowaniem się a autonomią, pomiędzy tym, co indywidualne, a tym, co wspólne.

## Życie prywatne
Żonaty, miał pięcioro synów. Ortodoksyjny wyznawca judaizmu.

## Dzieła
- A Comparative Study of Complex Organizations (1961)
- Modern Organizations (1964)
- Political Unification (1965)
- The Active Society (1968)
- Genetic Fix (1973)
- An Immodest Agenda (1983)
- Capital Corruption (1984)
- The Moral Dimension (1988)
- The Spirit of Community (1993)
- The New Golden Rule (1996)
- The Limits of Privacy (1999)
- The Monochrome Society (2001)
- Next: The Road to the Good Society (2001)
- My Brother's Keeper (2003)
- How Patriotic is the Patriot Act? (2004)
- From Empire to Community (2004)